# Кот при Ракитници
Кот при Ракитници (словен. Kot pri Rakitnici) је насељено место у општини Рибница, регија Југоисточна Словенија, Словенија.

## Историја
До територијалне реорганизације у Словенији био је у саставу старе општине Рибница.

## Становништво
У попису становништва из 2011. године, Кот при Ракитници је имао 3 становника.
| Број становника према пописима | Број становника према пописима | Број становника према пописима |
| ------------------------------ | ------------------------------ | ------------------------------ |
| 1991                           | 2002                           | 2011                           |
| 0                              | 5                              | 3                              |

Напомена: До 1953. исказивано под именом Кот.